# Thelypteris linkiana
Thelypteris linkiana är en kärrbräkenväxtart som först beskrevs av Karel Presl, och fick sitt nu gällande namn av R. Tryon. Thelypteris linkiana ingår i släktet Thelypteris och familjen Thelypteridaceae. Inga underarter finns listade.